# Królowa potępionych (ścieżka dźwiękowa)
Queen of the Damned OST – ścieżka dźwiękowa z filmu Królowa potępionych z 2002. Jest to pierwsze dokonanie Jonathana Davisa poza Kornem. Początkowo zamierzał również zaśpiewać na albumie, jednak w związku z zobowiązaniami kontraktowymi z Sony, nie mógł tego zrobić i dlatego wynajął innych wokalistów. W filmie piosenki są grane przez heavymetalowy zespół Lestata. Oprócz piosenek Davisa, na płycie znalazły się także piosenki innych zespołów.

## Lista utworów
1. „Not Meant for Me” – Wayne Static ze Static-X **
2. „Forsaken” – David Draiman z Disturbed **
3. „System” – Chester Bennington z Linkin Park **
4. „Change (In The House Of Flies)” – Deftones
5. „Redeemer” – Marilyn Manson **
6. „Dead Cell” – Papa Roach
7. „Penetrate” – Godhead
8. „Slept So Long” – Jay Gordon z Orgy **
9. „Down With the Sickness” – Disturbed
10. „Cold” – Static-X
11. „Headstrong” – Earshot
12. „Body Crumbles” – Dry Cell
13. „Excess” – Tricky
14. „Beføre I'm Dead” – Kidneythieves

( ** ) Napisane przez Jonathana Davisa i Richarda Gibbsa.

## Niewydane utwory
- „Careless (Akasha's Lament)” – ten utwór nie znalazł się na albumie, jednak Davis wydał go w formie MP3 na Amazon.com i iTunes 16 listopada 2007